# Musée de la ville de Mexico
 (novembre 2017).
Si vous disposez d'ouvrages ou d'articles de référence ou si vous connaissez des sites web de qualité traitant du thème abordé ici, merci de compléter l'article en donnant les références utiles à sa vérifiabilité et en les liant à la section « Notes et références ».
Le Musée de la ville de Mexico (Museo de la Ciudad de México) (MCM) est un musée public mexicain.

## Historique

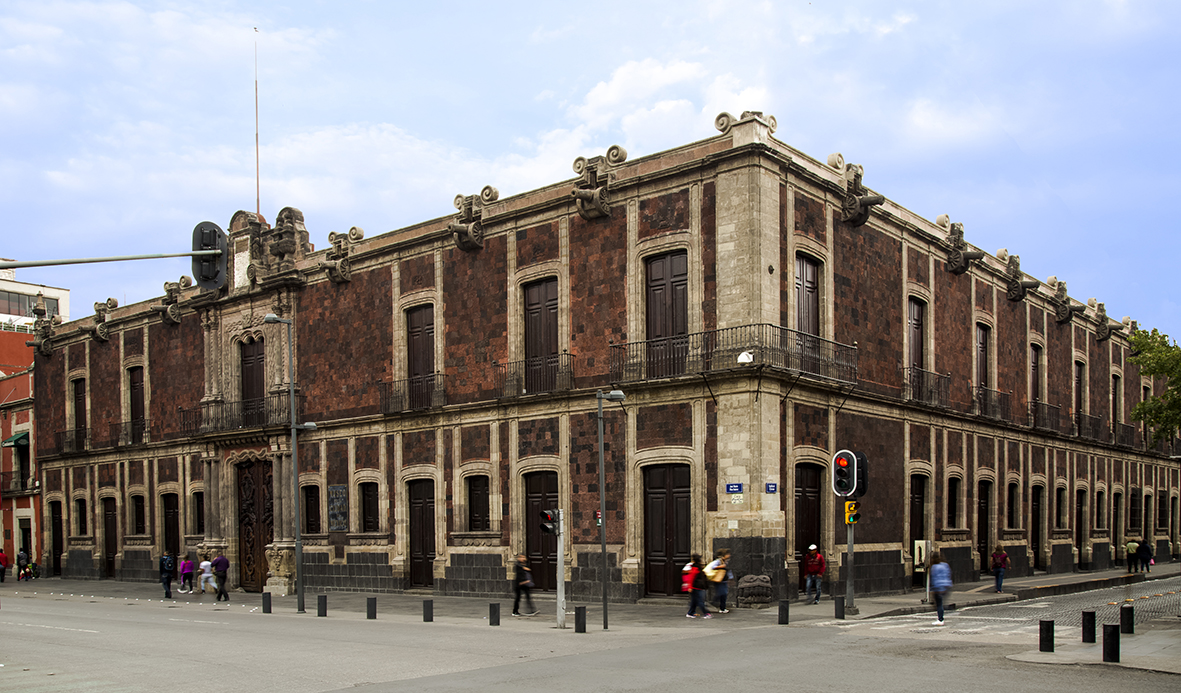
Façade du musée en 2017.

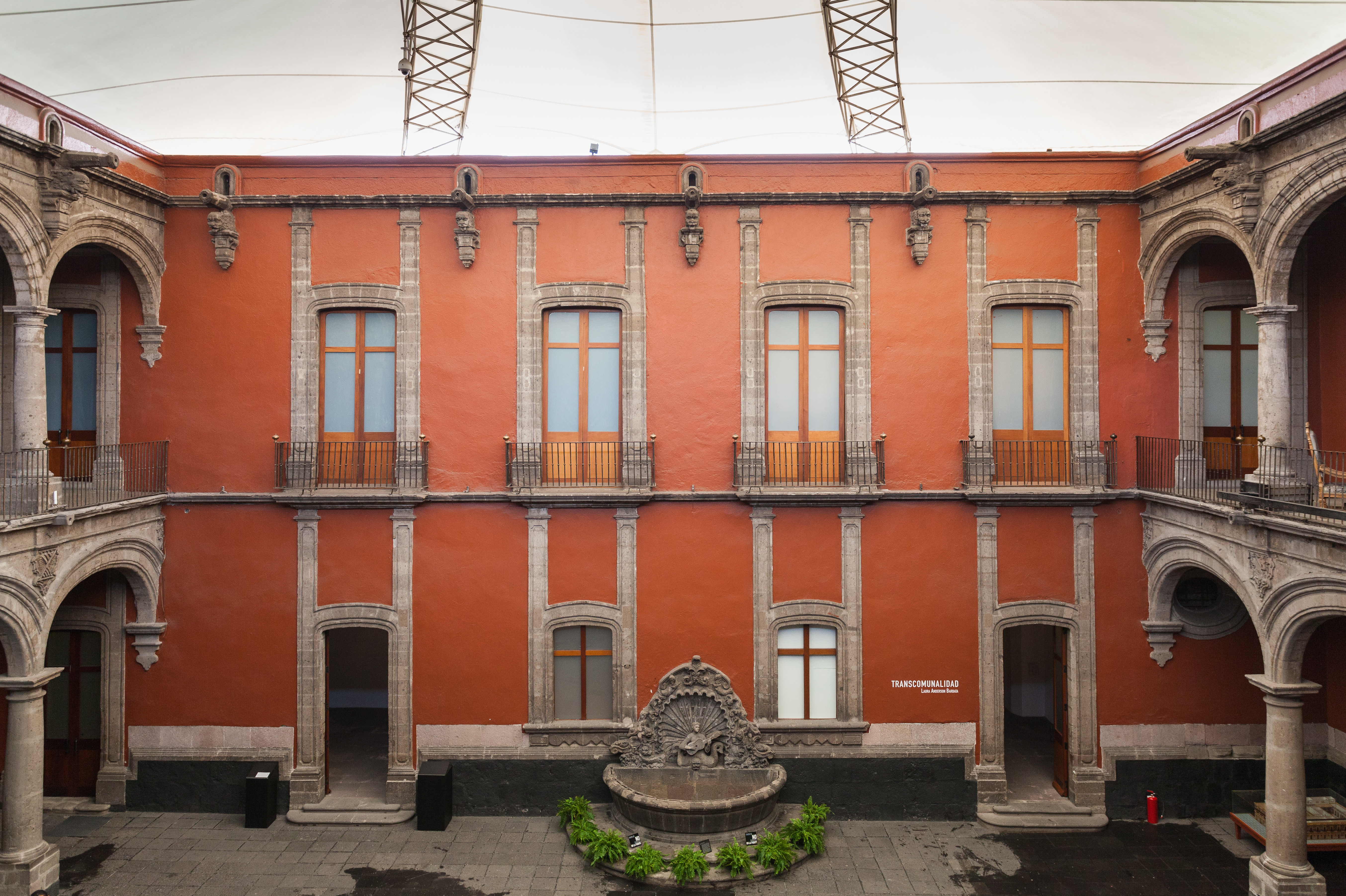
Cour intérieure du musée en 2013.